# Saison 1 de Marcelino
 (mars 2025).
Si vous disposez d'ouvrages ou d'articles de référence ou si vous connaissez des sites web de qualité traitant du thème abordé ici, merci de compléter l'article en donnant les références utiles à sa vérifiabilité et en les liant à la section « Notes et références ».
Chronologie
Saison 2

Cet article présente les épisodes de la première saison de la série télévisée d'animation Marcelino.

## Le foyer
Marcelino, petit garçon de six ans, se promène dans la forêt lorsqu'il rencontre Candela, une gitane qui dit très bien le connaître et lui raconte son histoire : au cours d'une tempête de neige tardive, une pauvre femme a abandonné son bébé devant la porte d'un monastère, mais Ivan, le cruel sanglier, a enlevé le nourrisson pour l'emporter dans la forêt, pourchassé par Léo, le chien du monastère. La même nuit, le renard Ruffo tente de voler l’œuf d'un gypaète, mais il tombe de la falaise avec son butin, déclenchant une avalanche qui emporte Ivan. L’œuf est alors projeté en l'air et retombe sur le bébé, ce qui amortit sa chute. La mère gypaète remercie alors le nourrisson et promet que lui et son oisillon seront frères. Léo ramène le bébé au monastère où les moines, ne parvenant pas à retrouver sa mère, vont le garder, l'élever et l'aimer.

## La mouche africaine
C'est l'été, il fait très chaud. Marcelino n'apprécie pas du tout d'être enfermé pour étudier. Dès qu'il le peut, il se sauve et propose ses services à Frère Poppy qui l'envoie chercher des œufs. Il rencontre d'abord la chèvre Gisela qui, soudain, s'endort sur place. Puis il trouve les poules, et même le coq, tous endormis. Il retourne à la cuisine où il trouve Frère Poppy également endormi. Et tous les moines, y compris le prieur, s'endorment dans des positions bizarres. Le secret, c'est qu'ils ont tous été piqués par une grosse mouche noire qui, apparemment, obéit aux ordres du bandit Retientas, lequel s'apprête à cambrioler le monastère. Marcelino, le seul qui ne dort pas, va organiser la défense contre Retientas et finira par s'en débarrasser. Mais, lorsqu'ils se réveillent, les moines accusent Marcelino de tous les dégâts survenus lors de l'affrontement entre Marcelino et Retientas.

## Le petit déjeuner du Duc
Marcelino cherche toujours à retrouver sa mère. Le renard Rufo l'envoie interroger Nurse la cigogne puisque c'est elle qui livre les bébés. Marcelino réussit à grimper tout en haut du clocher, dans le nid de la cigogne, mais Nurse ne sait pas d'où il vient. À cet instant la cloche se met à sonner, projetant Marcelino hors du nid et Frère Ding-Dong doit venir le sauver. Pendant ce temps, au château, le Duc, perpétuel-lement en colère, réclame des petits oiseaux pour son petit déjeuner, oiseaux que Caliban le chasseur doit lui apporter dès le lendemain. Marcelino, remis de ses émotions, part dans la forêt avec Léo le chien et Tata son ami le rouge-gorge, pour interroger encore Candela. Tata se fait prendre dans les filets de Caliban avec une douzaine d'autres oiseaux. De retour au château, Caliban les enferme dans une cage : ils seront rôtis demain matin ! Au cours de la nuit, Marcelino réussira à pénétrer dans le château et délivrera les oiseaux.

## Le roi de la forêt
Les moines font retraite pendant deux jours et prient dans la chapelle du monastère. Marcelino va se promener dans la forêt. Il rencontre ses amis animaux : Tata, le rouge-gorge, Lupo et Lupa les loups, Conchi la tortue et Riber le castor. Mais le méchant sanglier Ivan essaie de l'attaquer. Veleto, le cerf roi de la forêt, le sauve et ensuite lui raconte la légende de l'enfant des mille lunes, ajoutant que jamais il ne retrouvera sa mère dans la forêt.

## La poule aux œufs d'or
Une fois de plus, la poule Remé vient de pondre un œuf en or. Le coq n'en peut plus et exige qu'elle jette cet œuf dans le puits. Marcelino, témoin de cet acte cruel, tombe lui aussi dans le puits. Il atterrit dans un monde mystérieux avec des rivières souterraines et un lac de mercure, habité par des lutins menteurs, des monstres, etc. Après bien des déboires, Marcelino réussira à s'échapper de ce cauchemar, sauvé par son frère-de-nid, Boni, le gypaète... Mais, est-ce vraiment arrivé, ou ne s'agit-il que d'un rêve ?

## La petite Duchesse
Marina, quatorze ans, nièce du Duc de Mostro, vient passer quelque temps au château de son oncle. Alors qu'elle se promène en voiture avec son oncle, elle aperçoit Marcelino qui joue avec son chien et a l'air de beaucoup s'amuser, contrairement à elle qui s'ennuie. Elle se met en tête de faire venir Marcelino pour lui tenir compagnie. Le Duc va employer toutes les stratégies possibles pour faire venir Marcelino, et ira même jusqu'à menacer de mettre les moines à la porte du monastère. Après quelques incidents, et pour sauver le monastère, Marcelino acceptera de se rendre au château du Duc.

## Un vrai gentleman
Au château, Marina, la petite duchesse, réveille Marcelino pour lui apprendre les bonnes manières : comment manger, comment tirer à l'épée, monter à cheval, etc. Ils partent à cheval, mais celui de Marina prend le mords aux dents. Marcelino galope derrière et parvient à stopper le cheval. Marina tombe, sa tête heurte un rocher et elle s'évanouit. Marcelino n'est pas assez fort pour la ramener au château et les animaux, comprenant qu'il s'agit de quelqu'un du château, ne veulent pas l'aider. Heureusement, Veleto, le cerf, l'aide à la ramener. Mais Marina s'est réveillée et a découvert que Marcelino parle aux animaux. De retour au château, elle accuse Marcelino d'avoir parlé à son cheval pour qu'il la fasse tomber. Heureusement, le Duc ne la croit pas. Au cours de la nuit, Marcelino, qui est très malheureux, veut s'enfuir, mais il rencontre Don Diego, le fantôme, qui lui raconte son histoire et le supplie de rester et d'aider les animaux, car la "Grande Chasse" doit avoir lieu très bientôt. Marcelino accepte de rester.

## La grande chasse
Dans la forêt, tous les animaux sont en alerte car ils savent que, après la soirée de bal, la Grande Chasse va commencer. Don Diego, le fantôme, dit à Marcelino où les chasseurs vont attaquer, alors Marcelino se précipite dans la forêt pour avertir ses amis. Les animaux organisent leur défense : les femelles et les petits vont se cacher dans une caverne tandis que les mâles vont préparer des pièges. Malgré l'acharnement et la cruauté des chasseurs, cette Grande Chasse se terminera en fiasco pour le Duc et ses amis.

## La révolte des animaux
Marina, la petite Duchesse, raconte à son oncle que Marcelino est l'ami d'un grand cerf. Le Duc fait croire à Marcelino qu'il voudrait prendre ce cerf en photo, alors Marcelino accepte de conduire le Duc vers Veleto. Mais Candela ouvre pour Marcelino la porte de la salle où sont exhibés les trophées de chasse. Marcelino refuse alors d'aider le Duc, lequel, pour le punir, l'envoie à la porcherie. Don Diego intervient une fois encore pour demander à Marcelino d'empêcher la grande tuerie qui doit conduire tous les animaux de la ferme aux abattoirs. Don Diego emmène Marcelino dans les souterrains du château pour lui faire rencontrer Spartacus, le roi des rats. Le lendemain, lorsque les hommes viennent chercher les animaux à abattre, tous ensemble, les cochons, les vaches, les poules, les canards, s'enfuient en dévastant les beaux jardins du château. Le Duc est furieux et lorsqu'il apprend que Marcelino est responsable de tout ce massacre, il l'enferme. Don Diego intervient et terrorise le Duc qui délivre l'enfant

## Un jour pas comme les autres
Marcelino revient au monastère après son séjour au château. Il raconte sans arrêt toutes les aventures qui lui sont arrivées là-bas. Et comme le Père Supérieur s'est absenté pour la journée, les moines en profitent pour organiser une fête en l'honneur de Marcelino. Au nombre des réjouissances, se déroule une course de poules pendant laquelle Remé se fait presque croquer par Rufo le renard. Tout épuisé après cette journée excitante, Marcelino s'endort dans la cheminée. Les moines sont en train de le chercher lorsque le Père Supérieur rentre et se rend compte qu'il s'est passé des choses en son absence. On retrouve enfin Marcelino et tout rentre dans l'ordre, non sans que le prieur fasse une petite remarque, mine de rien, pour que ça ne se reproduise plus.

## L'acrobate
Un beau matin, quelqu'un s'introduit dans la chambre de Marcelino, c'est Kim, un singe échappé d'un cirque. Kim envie la bonne vie de Marcelino et ce dernier rêve de voyager comme Kim. Ils décident d'échanger leurs rôles : Marcelino rejoindra le cirque et Kim va rester chez les moines. Léo, chien fidèle, accompagne Marcelino au cirque. Arrivé là, Marcelino retrouve Candela à qui il explique sa décision. Candela va vite trouver le Père Supérieur avec lequel elle fait un pacte. Et Marcelino, tout comme Kim, apprendra que la vie n'est jamais aussi facile qu'elle le semble, où que l'on se trouve. En fin de compte, Marcelino sera trop content de retourner au monastère.

## Jeudi
Marcelino accompagne Frère Oiseau au marché du village. En rentrant, ils rencontrent le nain Piero, le serviteur du Duc, ami de Marcelino. Plus tard, lorsque le Père Prieur l'interroge sur ce qu'il veut faire plus tard, Marcelino propose toutes sortes de métiers : toréador, pilote, cow-boy... Puis Marcelino va se promener dans la forêt et, près d'une maison en ruine, il rencontre un homme étrange qui n'a pas l'air de savoir où il se trouve ni où il va; c'est un magicien, il hypnotise Tata le rouge-gorge et même Marcelino ! Marcelino le ramène au monastère, mais les moines pensent qu'on devrait le reconduire au village où certainement quelqu'un l'attend. Mais Marcelino est si heureux d'avoir enfin un ami, qu'il demande que l'homme, qu'il a baptisé "Jeudi" (puisqu'il l'a trouvé un jeudi) reste au monastère. Le Prieur accepte qu'il reste quelque temps.

## Tous des enfants
Jeudi est toujours amnésique. Un soir, pour l'aider, les moines essaient de le faire parler de son enfance, en évoquant la leur. Tandis qu'ils parlent, Jeudi hypnotise tous les moines en se servant de sa montre comme d'un pendule. Puis il s'en va. Le lendemain matin, Marcelino découvre que tous les moines se conduisent comme des enfants : ils jouent aux indiens, ils chantent, etc. Malheureusement, le Duc de Mosto arrive au monastère, bien décidé à faire signer au Prieur des papiers pour que le monastère soit transformé en parc de loisirs. Marcelino réussit à subtiliser les papiers que Gisela, la chèvre, se met à grignoter. Le Duc est furieux et promet de revenir. Marcelino part à la recherche de Jeudi car il a bien compris que c'est lui le responsable de l'attitude des moines. Il retrouve Jeudi qui a l'air de se souvenir de ce qu'il a fait et accepte de revenir pour "réveiller" les moines.

## La montre du magicien
Marcelino et Frère Oiseau emmènent Jeudi au village pour découvrir qui il est. Ils se rendent à la police et le sergent, prétendant qu'il ressemble à un célèbre bandit, le flanque en prison. Marcelino retourne en vitesse au monastère chercher la montre de Jeudi. Jeudi réussi à endormir le sergent et à s'échapper. Au retour, en passant par la forêt, ils rencontrent le véritable bandit, Ouro. À vrai dire, cet Ouro est une sorte de Robin des Bois et il emmène nos amis à son campement secret. C'est là que Marcelino tombe amoureux d'une petite fille, Maria. Jeudi repart dans la forêt, à l'endroit exact où Marcelino l'avait trouvé. Marcelino comprend qu'il percera le mystère de Jeudi s'il arrive à l'hypnotiser et à le faire parler. Il parvient à l'endormir grâce à la montre et Jeudi révèle qu'il s'appelle Klaus Melville, qu'il est un grand magicien dans une troupe maintenant partie à New York. Il dit aussi qu'il a vécu autrefois dans cette maison maintenant en ruines.

## Casio, le bûcheron
Jeudi a maintenant retrouvé sa mémoire et voudrait, à son tour, faire quelque chose pour Marcelino et le monastère. Le Père Prieur lui explique qu'un méchant bûcheron, protégé par le Duc, exploite des enfants abandonnés, les maintenant dans un état de quasi-esclavage. Les moines ne peuvent pas faire grand-chose contre lui, craignant que le Duc n'en profite pour les mettre dehors. Le lendemain, déguisés en pauvres, Jeudi et Marcelino se rendent à la cabane du bûcheron dans la forêt, Jeudi prétendant qu'il veut "vendre" Marcelino. Mais une petite fille, Isabel, reconnaît Marcelino et vend la mèche. Casio, le bûcheron, enferme Marcelino dans une cage et piège Jeudi dans une sorte de filet suspendu à un arbre. Isabel réussit à s'enfuir jusqu'au monastère pour avertir les moines. Pendant la nuit, la chouette Lola vient voir Marcelino qui l'envoie chercher la montre de Jeudi (volée par la pie). Grâce à sa montre, Jeudi hypnotise Casio et le transforme en homme bon qui jure de ne plus jamais exploiter les enfants. Jeudi doit s'en aller et Marcelino l'accompagne à la gare où Jeudi lui fait un dernier tour : des colombes s'envolent de son chapeau.

## Le Docteur Matéo
Docteur Matéo est le vétérinaire qui vient pour les animaux du monastère, mais c'est aussi un très vieil ami du Père Prieur. Il invite Marcelino chez lui où vivent toutes sortes d'animaux dont une vieille jument et un perroquet. Marcelino accompagne Matéo dans sa tournée pour voir ses "patients". Ils se rendent d'abord chez une dame dont le caniche est malade, mais Matéo ne voit pas de quoi. Marcelino parle au chien et comprend que celui-ci s'ennuie. Dans une ferme, grâce à Marcelino, Matéo va comprendre que la vache est malade à cause du bruit du moulin voisin. De retour à la maison, Matéo a compris que Marcelino parle le langage des animaux. Le lendemain, c'est encore Marcelino qui comprend que si l'ânesse ne veut plus travailler c'est parce qu'elle attend un petit.

## Piège dans la forêt
La camionnette du Dr Matéo tombe en panne dans la forêt et ils doivent donc passer la nuit dedans. À l'aube, ils sont attaqués par deux bandits. Matéo se défend, mais surgit un troisième homme, il s'agit de Ouro, le bandit ami de Marcelino. Ouro était précisément à la recherche de Matéo car son cheval est malade. Ils se rendent au campement d'Ouro pendant que l'un des bandits va réparer la camionnette. Marcelino n'est que trop content de retrouver Maria. Matéo soigne le cheval et Marcelino et lui repartent, non sans que Marcelino ait embrassé Maria... La nuit suivante, Lupo, le loup, vient demander de l'aide à Marcelino, car Lupa, sa compagne, est tombé dans un piège de braconniers. Marcelino prévient Matéo et ils partent dans la forêt délivrer Lupa avant le retour des braconniers. Furieux contre ces hommes, Matéo va les faire tomber dans la rivière

## La poule Irène
Le Dr Matéo apporte au monastère des sacs de graines pour les poules. Marcelino leur distribue les graines, mais seule Remé les mange. Plus tard, Kiko, le coq, avertit Marcelino que Remé a considérablement grossi et qu'il ne sait pas quoi faire. Pendant ce temps, nous découvrons le perroquet du Dr Matéo, qui, lui, est devenu plus petit qu'un moineau. Le lendemain, Remé est aussi grosse qu'un moine. Elle est très ennuyée et triste. Marcelino la cache dans une grange avant d'aller chercher de l'aide. Mais Remé est si honteuse qu'elle s'enfuit et se fait prendre par le cuisinier du Duc. Le Duc comprend tout de suite qu'avec cette poule géante il a un moyen de pression sur les moines en les accusant de se livrer à des expériences interdites.

## Une question de taille
Le Duc de Mosto, voyant la poule géante, menace de mettre les moines à la porte en les accusant de sorcellerie. Le Père Prieur ne croit pas à cette histoire de "poule géante", mais Marcelino, lui, a compris que le responsable était le Dr Matéo. Celui-ci admet sa responsabilité et déclare qu'il va résoudre le problème. Marcelino et Matéo, déguisés en troubadours, se rendent au château, proposant de chanter en échange du gîte et du couvert. Mais la jeune Duchesse démasque Marcelino qui, avec son compagnon, se fait enfermer dans les oubliettes, jusqu'à ce qu'ils acceptent d'accuser les moines de sorcellerie. Marcelino et Matéo réussiront tout de même à s'enfuir, et, avec l'aide de Don Silvino, à donner à Remé les pilules qui lui feront reprendre sa taille normale.

## Le ballon
Pendant une tempête de neige, une montgolfière atterrit près du monastère. Le pilote est une femme, Sylvia, mais le Père Prieur accepte de l'héberger au monastère car elle promet de ne pas interférer dans la vie des moines. Elle explique qu'elle vient d'Autriche et qu'elle participe à une course internationale de ballons. Malgré sa promesse, elle commence dès le lendemain à faire des remarques, à donner des conseils sur tout, la cuisine, le ménage, etc. et finalement, elle fait travailler dur tous les moines pour obtenir les résultats qu'elle recherche. Elle essaie même de réparer une très vieille horloge qui se trouve sur une cheminée dans le salon. Soudain, alors que l'horloge sonne l'heure, un mécanisme secret se met en route, ouvrant un passage dans le mur dans lequel Marcelino disparaît. Elle refait sonner l'horloge, le passage s'ouvre à nouveau et elle s'élance pour sauver Marcelino. Comme aucun des moines n'était présent lors de cet incident, tous se demandent où Marcelino et Sylvia ont disparu.

## Le monde des ténèbres
Marcelino et Sylvia sont coincés dans le passage secret derrière les murs. Ils entendent des bruits bizarres et des rires. Ils essaient de se sauver en suivant des chauves-souris. Soudain, grand tintamarre et voici le Père Prieur qui débarque, sur son fauteuil, il vient de traverser le plancher de son bureau. Le Père Prieur comprend et explique que tout cela doit venir de Frère Pompilio Bruno, un moine génial du XVIe siècle ayant réuni une magnifique bibliothèque, disparu mystérieusement. Tous trois s'engagent alors dans les souterrains jusqu'à ce qu'ils trouvent finalement la fameuse bibliothèque qui se trouve très exactement sous la cuisine du monastère.

## Mon ami le fantôme
Une nuit, un inconnu vêtu comme au siècle dernier, frappe à la porte du monastère. Il voudrait y passer la nuit. Il explique qu'il fait partie d'une troupe de théâtre et qu'il s'est perdu. En réalité, cet homme est Don Diego, le fantôme qui est venu demander de l'aide à Marcelino afin qu'il puisse enfin reposer en paix. Il explique à Marcelino que, quoi qu'il fasse, les moines n'en sauront rien car il va suspendre le temps, ce qu'il obtient tout simplement en retournant un sablier. Don Diego emmène Marcelino au château où il devra subir trois épreuves. Marcelino sortira victorieux de ces épreuves et Don Diego sera sauvé. Dans une pirouette avant de disparaître pour toujours, il va se moquer une dernière fois de son descendant, le Duc de Mostro.

## La mer
Marcelino reçoit une carte postale de New York : Jeudi l'invite. Sans plus attendre, il part, sans rien dire à personne, persuadé qu'il va retrouver sa mère. Il se rend à la gare, prend le train où il réussit à faire échapper des animaux prisonniers du Duc. Puis il arrive au bord de la mer, s'embarque sur un canot qui finit par couler, mais il est sauvé par un dauphin qui l'emmène dans une grotte. Lorsqu'un navire apparaît au loin, le dauphin le conduit jusqu'à cet étrange bateau apparemment désert. Mais surgit soudain le capitaine, un vieil homme grognon qui boucle Marcelino dans une cabine, mais avertit quand même par radio qu'il l'a retrouvé. Le Dr Matéo entend à la radio que Marcelino est sain et sauf au milieu de l'océan. Les moines et Matéo décident d'aller le chercher. Mais pendant ce temps, près du bateau du capitaine Jonas, la tempête s'annonce...

## L'île déserte
Le bateau coule, mais le capitaine Jonas et Marcelino se réfugient sur un canot de sauvetage qui va échouer sur la plage d'une île déserte. Ils organisent leur campement tandis que Marcelino va chercher de l'eau dans la forêt. Il a un peu peur, mais un lapin le rassure. Il finit par trouver une source et a la grande surprise d'entendre un sifflet de train, puis d'apercevoir un cycliste. Quand il voit un panneau "parc botanique", il comprend que ce n'est pas une île déserte, mais il n'en dit rien à Jonas pour ne pas briser son rêve de vivre sur une île déserte. Matéo et les moines retrouvent Marcelino et acceptent de jouer le jeu pour le capitaine. Après une attaque de faux "sauvages", Jonas veut bien d'être sauvé sur le bateau des moines déguisés en matelots.

## L'enfant des mille lunes
Le Père Supérieur demande à son ami Matéo de garder Marcelino 1 ou 2 jours pendant que les moines préparent une surprise pour son sixième anniversaire. Au cours de la nuit, alors que Matéo lit un vieux grimoire parlant de "l'enfant des mille lunes", les loups Lupa et Lupo viennent chercher Marcelino car Veleto le réclame. Marcelino suit les loups, se perd, mais la jument Stop le retrouve et le conduit à Veleto. Veleto explique à Marcelino qu'il est maintenant trop vieux pour être le roi de la forêt et que quelqu'un doit le remplacer. Après avoir passé en revue les candidats possibles, Veleto désigne Ivan, le sanglier, pour sa force et, selon lui, seul Marcelino peut transformer Ivan afin qu'il devienne un bon roi. Marcelino va défier Ivan, gagner, et Ivan apprendra à ne plus être méchant.

## Une journée très spéciale
Les moines sont affairés à préparer une surprise pour le 6e anniversaire de Marcelino. Tous ses amis animaux le félicitent, mais Marcelino est triste, il pense qu'il ne sert à rien, qu'il n'a encore rien fait de sa vie. Candela essaie de le réconforter, lui rappelant tout ce qu'il a fait : sauver l'œuf de l'aigle, les animaux lors de la Grande Chasse, les enfants dans la forêt, Jeudi, Don Diego, le fantôme… Mais elle ajoute aussi qu'elle ne peut l'aider à retrouver sa mère et qu'une seule personne le pourrait… Arrive alors le Dr Matéo qui l'emmène à la gare chercher Jeudi, le magicien venu tout exprès pour lui. Le soir, tout le monde est réuni autour du gâteau de Marcelino, mais, dans la nuit, Marcelino apporte du gâteau à son "ami du grenier" lequel lui demande quel serait son vœu le plus cher. Lorsqu'il répond qu'il voudrait retrouver sa mère, le Christ lui dit "Viens avec moi". Le lendemain matin, les moines découvrent la disparition conjointe de Marcelino et du Christ sur la croix du grenier. Tous les animaux de la forêt, ainsi que ses amis Léo, Irène, Gisela, Rufo, Lupo, Lupa et Ivan découvrent une étoile scintillante dans le ciel. Bien que très émus, ils comprennent tous que Marcelino a rejoint les étoiles pour retrouver sa maman. Les moines regardent une dernière fois la croix désormais vide du grenier et se rendent compte que Marcelino ne sera plus jamais séparé de sa maman et sera heureux à jamais.